# Dörögdi Miklós (érsek)
Dörögdi Miklós (Felsődörögd, ? – Eger?, 1361. június 15. után) egy ideig választott esztergomi érsek, majd haláláig egri püspök.
A Péc nemzetség Zala vármegyei birtokos ágából származott. Bolognában végezte az egyetemet, Bolognában az ultramontánok vagyis nem olasz tanulók testületének igazgatója volt 1317-ben. 1316 előtt veszprémi kanonok. 1316–1319 között Bolognában rektor. Rektorsága alatt vezették be az egyház új törvényeit, eközben ˙(1317-től) esztergomi kanonok és nyitrai főesperes. 1319-ben tért vissza Magyarországra és Tamás érsek kancellárja lett. 1320-ban pozsonyi prépost, királyi kápolnaispán. 1325-től királyi káplán, 1328-ban az esztergomi káptalan érseknek választotta meg. 1329 novembere és 1330 körüli időszakban választott esztergomi érsek. Az érseki széket elfoglalta, s a pápai megerősítéséért Avignonba indult. Konstanz városa előtt Monforti Hugó és Radulf grófok, rablólovagok kifosztották. Fogságából szabadulva 1330 nyarán ért Avignonba, de a pápa Telegdi Csanád egri püspököt akarta érsekké tenni. Dörögdi ezért lemondott. 1330. október 1-jétől egri püspök. 1330-ban János cseh királynál járt követségben, őt Visegrádra kísérte. Egyházmegyéje területén az 1332 és 1337 között készült pápai tizedjegyzék szerint 821 plébánia, 12 prépostság és apátság volt. 1335-ben fontos diplomáciai küldetést teljesített, s az idősebb Erzsébet királynét elkísérte Itáliába.
Pápai utasításra részt vett a magyarországi bencés kolostorok megreformálásában. Nevéhez fűződik az Eger-Felnémet feletti Almár-völgy pálos, és talán a felsőtárkányi Barát-réti karthauzi kolostor alapítása is.
Jelentős bővítéseket hajtott végre az egri (vár)székesegyházon, az általa emeltetett nyugati toronypár közti bejáratban temették el. Síremléke 1506-ban egy villámcsapás által keletkezett tűzben elpusztult, de pótolták; sajnos ez sem maradt fenn. Magát a sírt az 1970-es években bolygatottan ugyan, de mégis értékelhető állapotban találták meg (az egyetlen ismert temetkezési helyű egri püspök maradványai azóta sem kerültek visszatemetésre). Jelenlegi ismereteink szerint 1361. június 15-én még élt; magas kora alapján feltételezhető, hogy székhelyén, Egerben hunyt el.
Esztergomban 1330. február 8. és szeptember 16. között a szék üres, utóda 1330. szeptember 17-től Telegdi Csanád. Egerben kinevezett utódát 1362. november 28-án említik először Szécsényi Mihály személyében.